# Spontaniczne namagnesowanie
Namagnesowanie spontaniczne (pozostałość magnetyczna) – namagnesowanie przy zerowym zewnętrznym polu magnetycznym po uprzednim nasyceniu materiału.

## Analiza matematyczna zjawiska
Przybliżenie pola średniego polega na zaniedbaniu fluktuacji kwantowych:
{\displaystyle \delta A=\langle A^{2}\rangle -\langle A\rangle ^{2}\sim 0.}
W ten sposób mamy {\displaystyle \langle A^{2}\rangle =\langle A\rangle ^{2}} i wtedy operator {\displaystyle A^{2}} można zastąpić przez {\displaystyle 2\langle A\rangle A.} Model Heisenberga można w przybliżeniu średniego pola zapisać jako
{\displaystyle H_{mf}=-\mu B^{i}\sum _{n}S_{n}^{i}+\sum _{n,g}J_{g}\langle S_{n+g}^{i}\rangle S_{n}^{i}=-\mu L^{i}\sum _{n}S_{n}^{i},}
gdzie {\displaystyle L^{i}} jest polem molekularnym
{\displaystyle L^{i}=B^{i}-{\frac {1}{\mu }}\sum _{g}J_{g}\langle S_{n+g}^{i}\rangle .}
Gdy {\displaystyle J_{g}<0,} istnieje rozwiązanie, nawet gdy zewnętrzne pole magnetyczne {\displaystyle B^{i}=0}
{\displaystyle L^{3}={\frac {z|J_{g}|}{\mu }}\sigma (x)={\frac {z|J_{g}|}{2\mu }}\,\hbar \,\operatorname {tgh} (x)}
ze średnim namagnesowaniem
{\displaystyle \sigma =\langle S^{3}\rangle ={\frac {1}{2}}\hbar \operatorname {tgh} (x),}
gdzie:
{\displaystyle x={\frac {\mu \hbar L^{3}}{2k_{B}T}}.}
Jest to samouzgodnione równanie na pole molekularne {\displaystyle L^{3}} które można zapisać w postaci
{\displaystyle t\ x={\frac {T}{T_{0}}}x=\operatorname {tgh} (x).}
{\displaystyle T_{0}} określa temperaturę przejścia fazowego
{\displaystyle T_{0}={\frac {z|J_{g}|\hbar ^{2}}{4k_{B}}}.}
Rozwiązaniem jest przecięcie prostej {\displaystyle (T/T_{0})\cdot x} z funkcją tgh(x).
Funkcja {\displaystyle \operatorname {tgh} (x)} ma rozwinięcie w szereg
{\displaystyle \operatorname {tgh} (x)=1-{\frac {1}{3}}x^{3}+\dots }
Samouzgodnione równanie {\displaystyle t\cdot x=\operatorname {tgh} (x)} daje w tym przybliżeniu wynik teorii przejść fazowych Landaua
{\displaystyle \left({\frac {T}{T_{0}}}-1\right)x+{\frac {1}{3}}x^{3}=0.}
Równanie to wyznacza minimum (dokładniej ekstremum) energii swobodnej
{\displaystyle F(t,x)\sim {\frac {1}{2}}(t-1)x^{2}+{\frac {1}{12}}x^{4}.}